# タイニー・メモリー
「タイニー・メモリー〜小さな思い出〜」（タイニー・メモリー ちいさなおもいで）は、1983年9月21日に発売された柏原芳恵の15枚目のシングル。

## 概要
A面、B面とも、作詞作曲はシンガーソングライターの松山千春が手掛けた。B面の「初恋」は、松山のデビュー・シングル「旅立ち」のB面曲のカバーである。
オリコンチャートでの最高位は6位、シングル売上は15万枚を超える記録だった。公称シングル売上は25万枚を記録。また、TBS系『ザ・ベストテン』の最高位は8位、日本テレビ系『ザ・トップテン』の最高位は4位であった。

## 収録曲
- 全曲作詞・作曲：松山千春／編曲：石川鷹彦

1. タイニー・メモリー〜小さな思い出〜 (5分2秒)
2. 初恋 (3分55秒)

## セルフカバー
- 松山千春（1983年） - セルフカバー。オリジナルアルバム『眠れない時代』に収録されている（ただし、3番目の繰り返し部分の歌詞が柏原とは一部異なっている）。